# West Bend (Wisconsin)
West Bend – miasto w stanie Wisconsin, siedziba administracyjna hrabstwa Washington. W roku 2013 zamieszkiwało je 31 550 osób.